# Victor Tardieu
Pour les articles homonymes, voir Tardieu.
Victor Tardieu, né à Orliénas en France le 30 avril 1870 et mort le 12 juin 1937 à Hanoï au Viêt Nam, est un peintre français.
Il est le père de l'écrivain et poète français Jean Tardieu.

## Historique
En 1887, Victor Tardieu est admis à l'École nationale des beaux-arts de Lyon. Après deux ans à Lyon, il monte à Paris et suit d'abord des cours à l'Académie Julian pendant un an, puis à partir d'octobre 1890 à l'École des beaux-arts de Paris sous le conseil et avec l'appui de Léon Bonnat. Il reste élève des ateliers de Léon Bonnat et Albert Maignan jusqu'en 1894.
Il expose aux divers Salons à Paris. Il collabore avec les ateliers de Félix Gaudin dont il réalise nombre des cartons de vitraux.
En 1902, il épouse Caroline Luigini, une musicienne, harpiste et professeur de harpe, fille du compositeur et chef d'orchestre Alexandre Luigini, avec laquelle il a un fils, Jean Tardieu, qui deviendra un écrivain renommé.
Au Salon de la Société des artistes français de 1902, il expose une vaste toile intitulée Travail. Il gagne le premier prix national du Salon et obtient une bourse de voyage de deux ans en Europe, dont il profite pour peindre les ports de Londres, Liverpool et Gênes.
De 1909 à 1911, il peint le plafond de l'ancienne salle des fêtes communale des Lilas.
En 1914, au déclenchement de la Première Guerre mondiale, il se porte volontaire. Il continue à dessiner sous l'uniforme. Après la guerre, en 1920, il exécute un décor de 40 m2 pour un plafond de l'hôtel de ville de Montrouge :Les âges de la vie figurés sur 3 caissons. La même année, il reçoit le prix de l'Indochine et fait un voyage de six mois en Extrême-Orient. En 1921, il part pour l'Indochine où il s'installe. Là, il exécute une toile de 180 m2 pour le grand amphithéâtre de l’université Indochinoise La Métropole. La toile est représentative de la société de l'époque, avec plus de 200 personnages marquants (d'Occident et d'Orient).
En 1925, il est nommé directeur de  l'École supérieure des beaux-arts de l'Indochine, dont il reste administrateur jusqu'à sa mort en 1937. Ses élèves les plus connus sont Mai-Thu, Le-Pho et Vu Cao Dam.
Ses œuvres sont conservées au musée des beaux-arts de Lyon, au musée des beaux-arts de Rennes et au musée de l'Armée de Paris. Ses archives sont conservées à l'Institut national d'histoire de l'art.